# Ган Бергер
Ган Бергер (нід. Han Berger; нар. 17 червня 1950, Утрехт, Нідерланди) — нідерландський футбольний тренер.

## Кар'єра тренера
Розпочав тренерську кар'єру 1976 року, очоливши тренерський штаб клубу «Утрехт», тренував команду з Утрехта вісім років. Згодом протягом 1983—1986 років очолював тренерський штаб клубу «Гронінген».
1986 року прийняв пропозицію попрацювати у клубі АЗ. Залишив команду з Алкмара 1986 року.
Протягом 2 років, починаючи з 1987, був головним тренером команди «Утрехт». 1993 року був запрошений керівництвом клубу «Спарта» очолити його команду, з якою пропрацював до 1995 року.
Протягом тренерської кар'єри також очолював команди клубів «Фортуна» (Сіттард), «Дордрехт», «Камбюр» та «Ойта Трініта».
Протягом 1998—2000 років очолював тренерський склад молодіжної збірної Нідерландів.
Наразі останнім місцем тренерської роботи була збірна Австралії, в якому Ган Бергер був одним з тренерів головної команди протягом 2010 року. Згодом залишився в Австралії, почавши працювати на керівних посадах в структурі футбольного клубу «Сідней».